# Соболєв Олексій Валерійович
Олексій або Андрій Валерійович Соболєв (рос. Алексей Валерьевич Соболев; нар. 16 січня 1968 — пом. 15 листопада 2001) — радянський та російський футболіст, захисник.

## Життєпис
Розпочинав 1984 року в дніпропетровському «Дніпрі», однак виступав за молодіжну команду. У 1985-1986 роках грав у павлоградському «Колосі» / «Шахтарі». Також у 1986 році грав за аматорський клуб «Приморець» (Смоляніново). У 1988 році перейшов в «Океан» (Находка). 10 квітня 1992 року в домашньому матчі 3-го туру проти владикавказького «Спартака», вийшовши на заміну на 68-й хвилині зустрічі замість Василя Грицана, дебютував у вищій лізі. У 1994 році перейшов у владивостоцький «Промінь», в якому в 1997 році завершив професіональну кар'єру.
Помер 15 листопада 2001 року у віці 33 років.